# Onze-Lieve-Vrouw-Bezoekingkerk (Meer)

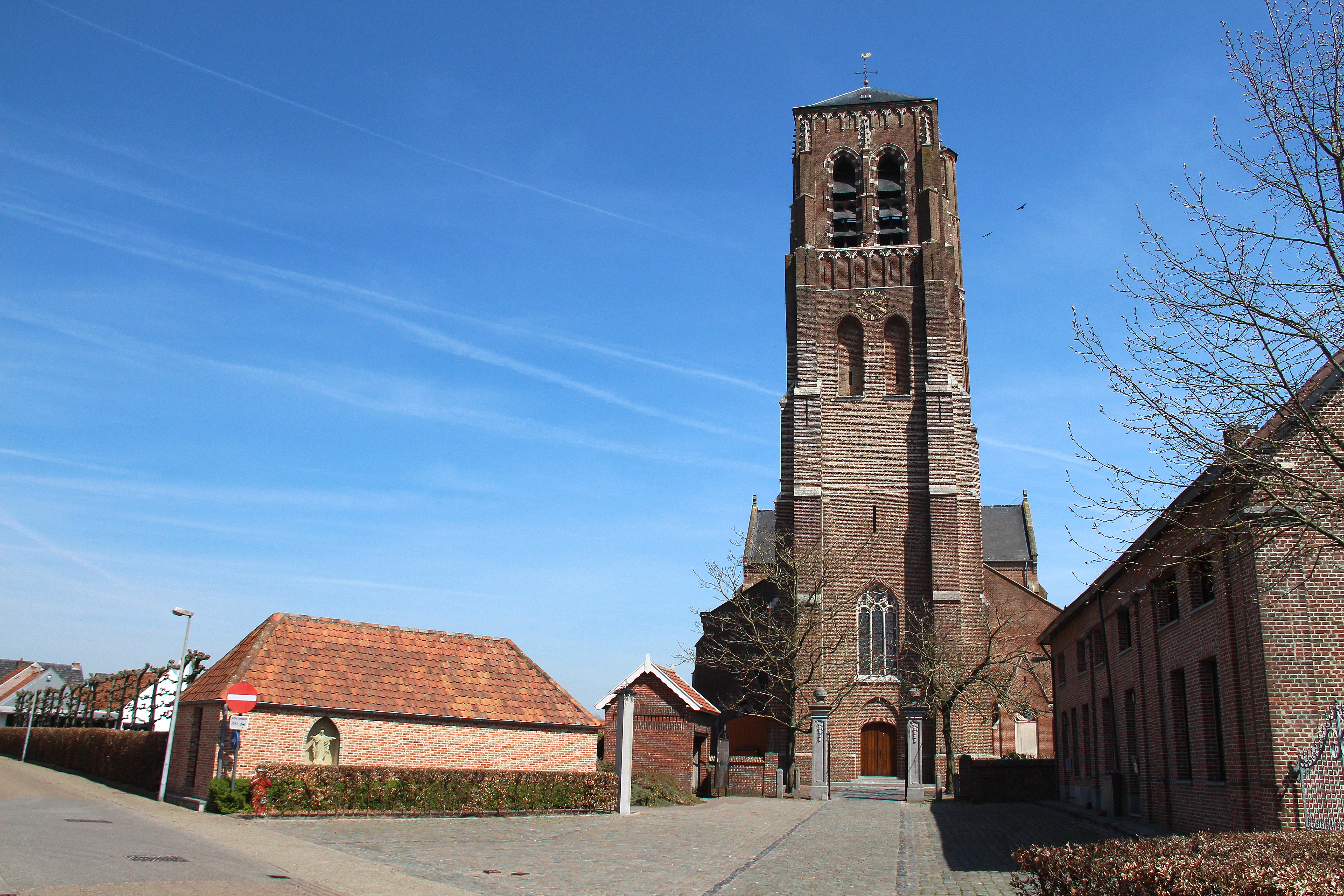
Onze-Lieve-Vrouw-Bezoekingkerk

De Onze-Lieve-Vrouw-Bezoekingkerk is de parochiekerk van de tot de Antwerpse gemeente Hoogstraten behorende plaats Meer, gelegen aan de Donckstraat 6.

## Geschiedenis
De parochie werd gesticht in de tweede helft van de 12e eeuw, door Wouter van Meer, heer van Meer. Er werd toen een kleine kerk gebouwd die daarna geleidelijk werd uitgebreid en waarvan de onderbouw van de toren en van de eerste travee van het schip in de kern nog zijn overgebleven.
Van 1477-1520 werd een nieuwe kerk gebouwd. In de tweede helft van de 16e eeuw had de kerk te lijden van de godsdiensttwisten en ook daarna vonden nog beschadigingen plaats door oorlogshandelingen, die ook weer hersteld werden. In 1774 werd de toren ingrijpend hersteld. In 1815 echter brandde de kerk vrijwel geheel af, al bleven de toren en de sacristie gespaard.
Van 1815-1820 werd de kerk herbouwd, en in de tweede helft van de 19e eeuw werd de kerk meermalen gerestaureerd. Van 1868-1870 werd een geheel nieuwe kerk gebouwd in neogotische stijl, waarbij de oude toren en de sacristie behouden bleven.

## Gebouw
Het betreft een georiënteerde bakstenen neogotische kruisbasiliek met voorgebouwde westtoren. Deze toren bezit vijf geledingen en wordt gerekend tot de Kempense gotiek.

## Interieur
Een schilderij van Gaspar de Crayer uit de 17e eeuw stelt de Verrijzenis van Christus voor.
Een albasten beeld van Onze-Lieve-Vrouw van Smarten is uit de tweede helft van de 17e eeuw. Een 18e-eeuwse reliekschrijn is van verguld en verzilverd hout.
Het kerkmeubilair is hoofdzakelijk 19e-eeuws en in neogotische stijl. Het orgel is van 1853 en in neoclassicistische stijl en werd gebouwd door de firma Merklin-Schütze.